# Campeonato Argentino M19 1998
El Campeonato Argentino de Menores de 19 años de 1998 fue un torneo para los seleccionados M19 de las uniones regionales afiliadas a la Unión Argentina de Rugby. La parte principal del torneo se disputó entre el 3 de octubre y el 1 de noviembre de 1998, mientras que parte de la Zona Estímulo se disputó entre el 21 de marzo y el 4 de abril.
La Unión de Rugby de Tucumán fue sede de las fases finales por segunda vez (la última en 1976), con los encuentros disputados en las instalaciones de Natación y Gimnasia en San Miguel de Tucumán.
El seleccionado de Unión de Rugby de Tucumán consiguió su quinto título, el tercero en cuatro temporadas, al vencer 17-13 en la final a su par de la Unión de Rugby de Buenos Aires.

## Equipos participantes
Disputaron esta edición las selecciones de veintiún uniones provinciales: ocho en la Zona Campeonato, ocho en la Zona Ascenso y cinco en la Zona Estímulo. 
| División                  | Equipo              | Unión                                                     |
| ------------------------- | ------------------- | --------------------------------------------------------- |
| Zona Campeonato 8 equipos | Buenos Aires        | Unión de Rugby de Buenos Aires                            |
| Zona Campeonato 8 equipos | Córdoba             | Unión Cordobesa de Rugby                                  |
| Zona Campeonato 8 equipos | Cuyo                | Unión de Rugby de Cuyo                                    |
| Zona Campeonato 8 equipos | Rosario             | Unión de Rugby de Rosario                                 |
| Zona Campeonato 8 equipos | Salta               | Unión de Rugby de Salta                                   |
| Zona Campeonato 8 equipos | San Juan            | Unión Sanjuanina de Rugby                                 |
| Zona Campeonato 8 equipos | Sur                 | Unión de Rugby del Sur                                    |
| Zona Campeonato 8 equipos | Tucumán             | Unión de Rugby de Tucumán                                 |
| Zona Ascenso 8 equipos    | Alto Valle          | Unión de Rugby del Alto Valle de Río Negro y Neuquén      |
| Zona Ascenso 8 equipos    | Centro              | Unión de Rugby del Centro de la Provincia de Buenos Aires |
| Zona Ascenso 8 equipos    | Chubut              | Unión de Rugby del Valle del Chubut                       |
| Zona Ascenso 8 equipos    | Entre Ríos          | Unión Entrerriana de Rugby                                |
| Zona Ascenso 8 equipos    | Formosa             | Unión de Rugby de Formosa                                 |
| Zona Ascenso 8 equipos    | Mar del Plata       | Unión de Rugby de Mar del Plata                           |
| Zona Ascenso 8 equipos    | Nordeste            | Unión de Rugby del Nordeste                               |
| Zona Ascenso 8 equipos    | Santa Fe            | Unión Santafesina de Rugby                                |
| Zona Estímulo 5 equipos   | Austral             | Unión de Rugby Austral                                    |
| Zona Estímulo 5 equipos   | Jujuy               | Unión Jujeña de Rugby                                     |
| Zona Estímulo 5 equipos   | Misiones            | Unión de Rugby de Misiones                                |
| Zona Estímulo 5 equipos   | Oeste               | Unión de Rugby del Oeste de Buenos Aires                  |
| Zona Estímulo 5 equipos   | Santiago del Estero | Unión Santiagueña de Rugby                                |

## Zona Campeonato

### Subzona A
| Pos. | Equipos | Partidos | Partidos | Partidos | Tantos | Tantos | Tantos | Pts. |
| Pos. | Equipos | G        | E        | P        | PF     | PC     | DP     | Pts. |
| ---- | ------- | -------- | -------- | -------- | ------ | ------ | ------ | ---- |
| 1.°  | Tucumán | 3        | 0        | 0        | 111    | 33     | +78    | 6    |
| 2.°  | Cuyo    | 1        | 0        | 2        | 89     | 66     | +23    | 2    |
| 3.°  | Córdoba | 1        | 0        | 2        | 70     | 68     | +2     | 2    |
| 4.°  | Sur     | 1        | 0        | 2        | 30     | 133    | -103   | 2    |

|  | Clasifica a fase final        |
|  | Desciende a Zona Ascenso 1999 |

| 3 de octubre | Córdoba | 15 - 30 | Tucumán | Córdoba Athletic Club, Córdoba |                             |
|              |         | Reporte |         | Árbitro(s): Marcelo Toscano    | Árbitro(s): Marcelo Toscano |

| 3 de octubre | Cuyo | 57 - 6 | Sur |  |  |

| 10 de octubre | Sur | 24 - 21 | Córdoba |  |  |

| 10 de octubre | Tucumán | 26 - 18 | Cuyo |  |  |

| 17 de octubre | Sur | 0 - 55 | Tucumán |  |  |

| 17 de octubre | Cuyo | 14 - 34 | Córdoba |  |  |

### Subzona B
| Pos. | Equipos      | Partidos | Partidos | Partidos | Tantos | Tantos | Tantos | Pts. |
| Pos. | Equipos      | G        | E        | P        | PF     | PC     | DP     | Pts. |
| ---- | ------------ | -------- | -------- | -------- | ------ | ------ | ------ | ---- |
| 1.°  | Buenos Aires | 3        | 0        | 0        | 160    | 30     | +130   | 6    |
| 2.°  | Rosario      | 2        | 0        | 1        | 90     | 65     | +25    | 4    |
| 3.°  | Salta        | 1        | 0        | 2        | 55     | 78     | -23    | 2    |
| 4.°  | San Juan     | 0        | 0        | 3        | 49     | 181    | -132   | 0    |

|  | Clasifica a fase final        |
|  | Desciende a Zona Ascenso 1999 |

| 3 de octubre | Rosario | 13 - 32 | Buenos Aires | Jockey Club, Rosario |  |
|              |         | Reporte |              |                      |  |

| 3 de octubre | San Juan | 25 - 29 | Salta |  |  |

| 10 de octubre | Salta | 14 - 22 | Rosario |  |  |

| 10 de octubre | Buenos Aires | 97 - 5  | San Juan | San Isidro Club, San Isidro |  |
|               |              | Reporte |          |                             |  |

| 17 de octubre | San Juan | 19 - 55 | Rosario |  |  |

| 17 de octubre | Salta | 12 - 31 | Buenos Aires | Jockey Club, Salta |  |
|               |       | Reporte |              |                    |  |

## Zona Ascenso
| Pos. | Sub. | Equipos       | Partidos | Partidos | Partidos | Tantos | Tantos | Tantos | Pts. |
| Pos. | Sub. | Equipos       | G        | E        | P        | PF     | PC     | DP     | Pts. |
| ---- | ---- | ------------- | -------- | -------- | -------- | ------ | ------ | ------ | ---- |
| 1.°  | B    | Entre Ríos    | 3        | 0        | 0        | 93     | 35     | +58    | 6    |
| 2.°  | A    | Mar del Plata | 3        | 0        | 0        | 59     | 24     | +35    | 6    |
| 3.°  | A    | Alto Valle    | 2        | 0        | 1        | 77     | 47     | +30    | 4    |
| 4.°  | B    | Santa Fe      | 2        | 0        | 1        | 50     | 55     | -5     | 4    |
| 5.°  | A    | Centro        | 1        | 0        | 2        |        |        |        | 2    |
| 6.°  | B    | Formosa       | 1        | 0        | 2        | 25     | 78     | -53    | 2    |
| 7.°  | A    | Chubut        | 0        | 0        | 3        |        |        |        | 0    |
| 8.°  | B    | Nordeste      | 0        | 0        | 3        | 37     | 48     | -11    | 0    |

|  | Asciende a Zona Campeonato 1999 |
|  | Desciende a Zona Estímulo 1999  |

### Subzona A
| 3 de octubre | Mar del Plata | 14 - 6 | Alto Valle |  |  |

| 3 de octubre | Chubut | P.P. - G.P. | Centro |  |  |

| 10 de octubre | Centro | 13 - 18 | Mar del Plata |  |  |

| 10 de octubre | Alto Valle | 24 - 11 | Chubut |  |  |

| 17 de octubre | Mar del Plata | 27 - 5 | Chubut |  |  |

| 17 de octubre | Alto Valle | 47 - 22 | Centro |  |  |

### Subzona B
| 3 de octubre | Nordeste | 11 - 13 | Santa Fe |  |  |

| 3 de octubre | Formosa | 0 - 39 | Entre Ríos |  |  |

| 10 de octubre | Entre Ríos | 15 - 9 | Nordeste |  |  |

| 10 de octubre | Santa Fe | 22 - 5 | Formosa |  |  |

| 17 de octubre | Entre Ríos | 39 - 15 | Santa Fe |  |  |

| 17 de octubre | Nordeste | 17 - 20 | Formosa |  |  |

## Zona Estímulo

### Subzona A
| Pos | Equipos | Partidos | Partidos | Partidos | Tantos | Tantos | Tantos | Pts |
| Pos | Equipos | G        | E        | P        | PF     | PC     | DP     | Pts |
| --- | ------- | -------- | -------- | -------- | ------ | ------ | ------ | --- |
| 1.° | Austral | 1        | 0        | 0        | 15     | 0      | +15    | 2   |
| 2.° | Oeste   | 0        | 0        | 1        | 0      | 15     | -15    | 0   |

|  | Asciende a Zona Ascenso 1999 |

| 10 de octubre | Austral | 15 - 0 | Oeste |  |  |

### Subzona B
| Pos. | Equipos         | Partidos | Partidos | Partidos | Tantos | Tantos | Tantos | Pts. |
| Pos. | Equipos         | G        | E        | P        | PF     | PC     | DP     | Pts. |
| ---- | --------------- | -------- | -------- | -------- | ------ | ------ | ------ | ---- |
| 1.°  | Sgo. del Estero | 2        | 0        | 0        | 55     | 18     | +37    | 4    |
| 2.°  | Misiones        | 1        | 0        | 1        | 35     | 42     | -7     | 2    |
| 3.°  | Jujuy           | 0        | 0        | 2        | 26     | 56     | -30    | 0    |

|  | Asciende a Zona Ascenso 1999 |

| 21 de marzo | Misiones | 11 - 23 | Santiago del Estero |  |  |

| 29 de marzo | Jujuy | 19 - 24 | Misiones |  |  |

| 4 de abril | Santiago del Estero | 32 - 7 | Jujuy |  |  |

## Fase final
Las fases finales del torneo se disputaron el 30 de octubre y 1 de noviembre en las instalaciones del Club Natación y Gimnasia de San Miguel de Tucumán.
|  | Semifinales   | Semifinales   | Semifinales   |              |         | Final          | Final          | Final          |  |
|  | 30 de octubre | 30 de octubre | 30 de octubre |              |         | 1 de noviembre | 1 de noviembre | 1 de noviembre |  |
|  |               |               |               |              |         |                |                |                |  |
|  |               |               |               |              |         |                |                |                |  |
|  | Tucumán       | Tucumán       | 23            |              |         |                |                |                |  |
|  | Tucumán       | Tucumán       | 23            |              |         |                |                |                |  |
|  | Rosario       | Rosario       | 5             |              |         |                |                |                |  |
|  | Rosario       | Rosario       | 5             |              | Tucumán | Tucumán        | 17             |                |  |
|  |               |               |               |              | Tucumán | Tucumán        | 17             |                |  |
|  |               |               | Buenos Aires  | Buenos Aires | 13      |                |                |                |  |
|  | Buenos Aires  | Buenos Aires  | Buenos Aires  | Buenos Aires | 13      | 22             |                |                |  |
|  | Buenos Aires  | Buenos Aires  |               |              |         | 22             |                |                |  |
|  | Cuyo          | Cuyo          | 14            |              |         | Tercer puesto  | Tercer puesto  | Tercer puesto  |  |
|  | Cuyo          | Cuyo          | 14            |              |         | Tercer puesto  | Tercer puesto  | Tercer puesto  |  |
|  |               |               |               |              |         |                |                |                |  |
|  |               |               |               |              |         | Rosario        | Rosario        | 13             |  |
|  |               |               |               |              |         | Rosario        | Rosario        | 13             |  |
|  |               |               |               |              |         | Cuyo           | Cuyo           | 18             |  |
|  |               |               |               |              |         | Cuyo           | Cuyo           | 18             |  |
|  |               |               |               |              |         |                |                |                |  |

| Bandera de la Provincia de Tucumán |
| Tucumán Campeón                    |
| Quinto título                      |